# Брайан Сполдінг
Дадлі Брайан Сполдінг (англ. Dudley Brian Spalding; нар. 9 січня 1923, Нью-Молден, Суррей, Англія) — британський учений, фізик. Зробив значний внесок у розвиток обчислювальної гідродинаміки, створення моделей турбулентності і тепломасопередачі, чисельного моделювання течії рідини та газу. З 1983 року член британського Королівського товариства , з 1989 року член британської Королівської інженерної академії. 1994 року обраний іноземним членом НАН України , академік Російської академії наук та багатьох академій світу. 
Закінчив Оксфордський університет (1944) й аспірантуру Кембриджського університету (доктор філософії з 1952). Професор Імперського коледжу в Лондоні (з 1965). Заснував 1974 року і очолює компанію Concentration Heat And Momentum Limited (CHAM) , що займається розробкою програмного забезпечення для розрахунків процесів течії рідини та газу. 
Брайан Сполдінг є автором п’ятнадцяти книг і понад 300 наукових публікацій. Разом зі своїм учнем С. Патанакаром на початку 1970-х розробив півнеявний метод для рівнянь, зв’язаних через тиск (SIMPLE) , для розв’язування рівнянь Нав’є-Стокса.

## Вибрані праці
- B. E. Launder and D. B. Spalding, Mathematical Models of Turbulence, Academic Press (1972).
- D. B. Spalding and E. H. Cole, Engineering Thermodynamics, 3rd ed., Hodder Arnold (1973).
- D. B. Spalding, Combustion and Mass Transfer, Elsevier (1978).
- Рос. перекл.: Патанкар С. В., Сполдинг Д. Б. Тепло- и массобмен в пограничных слоях. — М.: Энергия, 1971. — 127 с.

## Нагороди та відзнаки
- Лауреат медалі Американського товариства інженерів-механіків ім. Макса Якоба, 1978
- Лауреат Міжнародної енергетичної премії «Глобальна енергія», 2009
- Медаль Бенджаміна Франкліна від Інституту Франкліна, 2010